# Steyr HS
Die Steyr HS sind großkalibrige Einzellader (HS .50, HS .460 Steyr) bzw. Mehrlader (HS .50M1) Scharfschützengewehre der Firma Steyr Mannlicher. Die Waffen verwenden das für Maschinengewehre entwickelte Kaliber 12,7 × 99 mm NATO (Steyr HS .50, HS .50M1), beziehungsweise das von Steyr entwickelte Kaliber .460 Steyr (Steyr HS .460). Zum ersten Mal wurde das Steyr HS .50 im Februar 2004 auf der ShotShow-2004 in Las Vegas vorgestellt. Bei der aktuellen Version HS .50 M1 handelt es sich um eine Mehrladewaffe.

## Namensgebung
Der Name des Scharfschützengewehrs setzt sich aus dem Firmennamen, einer Abkürzung sowie dem Kaliber bzw. der eingesetzten Patronenmunition zusammen. Bei der Abkürzung HS steht das H für heavy (englisch für schwer). Das S ist eine Verkürzung von Sn ((militärische) Waffen für Scharfschützen) und Sp (Waffen für Sportschützen). Die Kaliberangabe .50 und .460 beziehen sich jeweils auf .50 BMG (12,7 × 99 mm NATO) und auf die von Steyr entwickelte Patronenmunition .460 Steyr (11,64 × 90 mm).

## HS .460
Das HS .460 und das HS .50 sind fast baugleich. Der wesentliche Unterschied besteht in der verwendeten Munition. Das HS .460 wurde dennoch entwickelt und als Sportwaffe auf den Markt gebracht, um das in vielen Staaten herrschende Verbot der 12,7 × 99 mm NATO-Munition zu umgehen.

### Rechtliche Situation in Österreich
In Österreich wurde 2004 von einem Amtssachverständigen des Bundesministerium für Inneres das HS .460 als Panzerbüchse bzw. Kriegsmaterial deklariert. Nach § 1 Abs. 1 lit. b Kriegsmaterialverordnung ist eine Panzerbüchse als Kriegsmaterial anzusehen. Nach § 17 Waffengesetz 1996 fällt das Gewehr in die Kategorie A, wodurch der Erwerb, die Einfuhr, der Besitz, das Überlassen und das Führen verboten sind. Das Verbot betrifft nicht nur die Waffe, sondern auch die Läufe und Verschlüsse sowie die eingesetzte Munition.
Die Bezirkshauptmannschaft Amstetten stellte 2007 mit Bescheid fest, dass eine Käuferin eines HS .460 die Waffe nach geltender Rechtslage nicht besitzen dürfe. Durch eine eingebrachte Bescheidbeschwerde musste der Verwaltungsgerichtshof in dieser Sache entscheiden. Die Beschwerdeführerin führte an, dass es sich bei der angenommenen Durchschlagsleistung lediglich um Vermutungen handelt, die nie in der Praxis überprüft wurden. Man könne darüber hinaus eine Panzerbüchse nicht nur auf ihre Durchschlagsleistung reduzieren, woraufhin ein Sachverständiger die Waffe samt Munition untersuchen sollte. Zwar sei es korrekt, dass der Patronenboden der 12,7 × 99 mm NATO sowie der .460 Steyr gleich groß sind, die aus diesem Umstand resultierende, von der Behörde angenommene, leichte Austauschbarkeit beider Munitionstypen stimme aber nicht. Das Gewehr könne nur nach Austausch von Lauf und Verschluss mit dem jeweils anderen Munitionstyp geladen werden. Der Austausch sei aber durch den Hersteller technisch unmöglich gemacht worden.
Für die zu klärenden Fragen wurde ein Bediensteter des Amt für Rüstung und Wehrtechnik (ARWT) nach den Kriterien für eine Einstufung einer Waffe als Kriegsmaterial befragt. Der Bedienstete gab an, dass Panzerbüchsen durch drei folgende Merkmale gekennzeichnet sind: Die Waffe ist aufgelegt schultergestützt oder lafettiert, hat das Potenzial zur Bekämpfung gepanzerter Ziele sowie eine Geschossenergie größer 10'000 Joule. An anderer Stelle wurde auch der Durchschlag von 25 mm Panzerstahl und mehr auf 100 m als Kriterium angeführt. Die panzerbrechende Wirkung einer Panzerbüchse sei das „Potential einer Munitionswirkung gegen Objekte, deren Struktur eine Schutzwirkung gegen Munitionswirkung aufweist (Panzerung)“ und sie weise „eine wesentlich über jener von schweren Jagdwaffen liegende Masse“ auf. Weiters habe sich die Beurteilung als Panzerbüchse „aus dem Gesamtbild der konstruktiven Auslegung hinsichtlich Zweckbestimmung und Leistungspotential der Waffe“ ergeben, die „in allen Punkten die charakteristischen Merkmale von Panzerbüchsen erfülle“.

## Technik
Die Steyr HS sind als einschüssige Zylinderverschluss-Büchsen konzipiert, das heißt, dass die leere Patronenhülse nach dem Abschuss des Projektils beim Öffnen des Verschlusses ausgeworfen wird. Da die Version HS .50 über kein Magazin verfügt, aus dem eine neue Patrone nachgeladen wird, muss diese vom Schützen selbst eingelegt werden.
Das Steyr HS .50 verfügt über eine für diese Waffenklasse typische Treffgenauigkeit von unter 0,5 MOA (Minute Of Angle, dt. Bogenminute). Dadurch weicht das Projektil maximal 0,5 Bogenminuten (0,0083 Grad) von der Schussrichtung ab, und erzeugt so auf 100 m einen Streukreis mit einem Radius von unter 1,45 cm; auf 1000 m und ohne Windeinfluss demgemäß 14,5 cm.
Das Gewehr verfügt über einen kaltgehämmerten gefluteten – also mit Kühlrippen versehenen – Lauf, an dessen Mündung sich die für die Steyr HS markante, hochwirksame Mündungsbremse befindet, die den Rückstoß der Gewehre nach dem Schuss erheblich verringert, jedoch auch die Druckwelle teilweise in Richtung des Schützen leitet. Da die Waffen nicht für eine freihändige Verwendung konzipiert wurden, besitzen sie ein aufsteckbares Zweibein. Die Gewehre verfügen nicht über eine offene Visierung, vielmehr kann durch die integrierte Picatinny-Schiene eine Reihe von Visieren und Nachtsichtgeräten montiert werden.
Mit spezieller Munition kann auf 1000 m eine daumendicke Stahlwand durchschlagen werden. Der zweistufige Abzug löst bei einem Druckpunktgewicht von 1,8 kg aus und kann durch eine Abzugssicherung gesichert werden. Die Schäftung ist individuell auf die Bedürfnisse des Schützen einstellbar.
Die HS wurden wie eigentlich alle Militärwaffen so konstruiert, dass sie beim sogenannten „Field strip“ mit wenigen Handgriffen zerlegt und wieder zusammengesetzt werden können. Mit ihrer Technik zählen sie zu den modernsten und präzisesten Scharfschützengewehren der Welt.
Die verbesserte Version HS .50 M1 zeichnet sich durch ein 5-Schuss-Magazin, einen Erdsporn, ein verbessertes Zweibein und zusätzliche Picatinny-Schienen aus. Im Vergleich zu anderen Waffen wie dem Barrett M82 wurde von Anwendern bemängelt, dass die Waffe nicht selbst nachlade (Halbautomat) sowie das nach links abstehende Magazin, welches trotz einer relativ kleinen Kapazität von 5 Schuss eine merkliche Kraft auf die Waffe ausübe und dadurch das Schussbild verschlechtere.

## Einsatz
Ein trainierter Präzisionsschütze kann mit einem solchen Gewehr auf einen Kilometer Distanz unter optimalen Bedingungen einen Kopftreffer erzielen. Ein Körpertreffer ist so auch noch bei über zwei Kilometern Entfernung möglich. Dies sorgte in der Vergangenheit zum Beispiel in Nordirland für Sorge bei den Behörden, als ein Schütze der IRA mit einer Barrett M82A1 von ähnlichem Baumuster dort aktiv wurde. Ein Einsatz gegen leicht gepanzerte Fahrzeuge wie Schützenpanzer ist ebenfalls möglich.

## Auftreten in der Islamischen Republik Iran und im Irak
Die Waffe wurde einer größeren Öffentlichkeit bekannt, als die Firma Steyr Mannlicher im Jahr 2004 eine Exportgenehmigung für den Verkauf von 800 Exemplaren an Iran anforderte. Als dies publik wurde, äußerten einige Staaten Kritik, darunter die USA und Großbritannien, die Iran zur sogenannten Achse des Bösen zählen. Schwächere Kritik kam auch von Staaten wie Dänemark, da sie befürchteten, dass die Gewehre von Iran in den Irak gelangen könnten und dort dann von Extremisten für Anschläge gegen die irakische Armee oder die damaligen Besatzungstruppen eingesetzt werden könnten.
Trotz aller Kritik wurde der Verkauf von der österreichischen Regierung im November 2004 genehmigt, woraufhin die US-Regierung am 23. Dezember 2005 ein Embargo gegen Produkte des Unternehmens Steyr Mannlicher verhängte. Wie viele Gewehre tatsächlich an die iranische Grenzpolizei geliefert wurden, ist nicht bekannt, die Quote von 800 Exemplaren wurde aber nicht ausgeschöpft.
Laut einem Bericht der britischen Zeitung Daily Telegraph im Februar 2007 konnten US-Soldaten bei einer Razzia in Bagdad rund 100 dieser Präzisionswaffen sicherstellen. Steyr Mannlicher gab nach der Nachricht bekannt, dass der Patentschutz seit Jahren abgelaufen sei und die Waffe in mehreren Staaten weltweit nachgebaut werde. Ob die Waffen aus österreichischer Produktion stammen oder nicht, konnte anhand der Seriennummern auf den Waffen ermittelt werden. Laut einem Bericht der Wiener Zeitung handelt es sich keineswegs um Waffen aus österreichischer Produktion. Laut einer auf der offiziellen Seite von Steyr Mannlicher veröffentlichten Erklärung war die Firma an einer schnellen Aufklärung interessiert, da die Anschuldigung nicht nur der Firma, sondern auch dem österreichischen Staat schadete.